# Polymera fuscitarsis
Polymera fuscitarsis är en tvåvingeart som beskrevs av Alexander 1937. Polymera fuscitarsis ingår i släktet Polymera och familjen småharkrankar. Inga underarter finns listade i Catalogue of Life.